# ایستگاه پمپاژ شماره ۲
ایستگاه پمپاژ شماره ۲ یک روستا در ایران است که در دهستان رامجرد یک واقع شده‌است. ایستگاه پمپاژ شماره ۲ ۷۶ نفر جمعیت دارد.